# 制動液
煞車油，也叫剎車液或者剎車油，是汽車制動系統的液壓介質。制動液分為含矽制動液，和不含矽制動液。不含矽制動液的化學成分是醇類，如glycol-ether即乙二醇醚。
煞車油的主要指標是沸點。因汽車根據帕斯卡原理傳遞液壓。一旦制動液沸騰，則產生氣阻，導致制動失效，危及安全。目前國際通用的制動液標準是DOT美國運輸部標準。DOT3是早期標準，而現在大部分汽車使用DOT4。DOT5為賽車標準，沸點最高，內含的矽基對橡膠也具有腐蝕性，在使用DOT5認證的煞車油時，必須使用相容該認證的油管。現行市面最新認證為DOT5.1，具有比DOT3、4更高的乾濕沸點，但也較DOT3、4更容易吸水，更換週期更短。

## 相關連結
- 帕斯卡定律